# Wilfred Lucas
Wilfred Van Norman Lucas (30 de enero de 1871 – 13 de diciembre de 1940) fue un actor teatral y cinematográfico, director y guionista de nacionalidad canadiense.

## Biografía
Nacido en Ontario, Canadá, Lucas se mudó a la ciudad de Nueva York, Estados Unidos, con el fin de buscar trabajo en el teatro, haciendo su debut en el circuito de Broadway en 1904 con una producción representada en el Teatro Savoy de la obra The Superstition of Sue. Tras su trabajo en 1906 en la exitosa obra The Chorus Lady, Lucas fue llamado para formar parte de la joven compañía Biograph Studios, dirigida por D. W. Griffith. En su libro de 1925 titulado When the Movies Were Young, la mujer de Griffith, la actriz Linda Arvidson, con relación a los inicios de Biograph Studios, mencionaba que Lucas era el "primera gran actor real, lo bastante democrático para trabajar en películas de Biograph."
En 1908 Lucas debutó en el cine con el corto dirigido por Griffith The Greaser's Gauntlet. En los siguientes dos años Lucas actuó en más de 50 cortos (usualmente de 17 minutos), y en 1910, mientras todavía actuaba, escribió el guion del film de Griffith Sunshine Sue, al cual siguieron otros muchos guiones hasta 1924. Lucas también empezó a dirigir en 1912, siendo su primer título una colaboración con Griffith, An Outcast Among Outcasts, y durante los siguientes veinte años dirigió otras 44 películas. En 1916 Lucas actuó en el film de Griffith Intolerancia, un proyecto calificado por muchos como la película más espectacular de todos los tiempos.
Como parte del grupo de canadienses pioneros en los primeros años de Hollywood, Lucas hizo amistad, y en ocasiones actuó, con Mary Pickford, Sam De Grasse y Marie Dressler. El director de origen canadiense Mack Sennett le contrató para dirigir y actuar en un gran número de producciones de Keystone Studios.
Wilfred Lucas superó con éxito la transición del cine mudo al sonoro. Además, a la vez que trabajaba en Hollywood, en 1926 volvió al teatro, actuando en varias representaciones en Broadway. Posteriormente actuó para Stan Laurel y Oliver Hardy en las películas Pardon Us y A Chump at Oxford.
A lo largo de su prolongada carrera, Wilfred Lucas actuó en más de 375 filmes. Aunque durante un tiempo fue elegido para hacer primeros papeles, obtuvo un gran éxito como secundario e intérprete de papeles menores, disfrutando de una cómoda vida a lo largo de más de tres décadas de actividad. 
El 10 de octubre de 1898, Lucas se casó con una compañera del teatro, Louise Perine, en Elmira, Nueva York y tuvieron tres hijos, Wilfred, Kirke y Alice antes de divorciarse en algún momento antes de 1910. Mientras trabajaba en Biograph Studios, Wilfred Lucas conoció y se casó con la actriz y guionista Bess Meredyth (1890–1969), con la que tuvo un hijo, John Meredyth Lucas (1919–2002), que llegó a ser guionista y director de éxito, trabajando entre otras producciones en diferentes episodios de Mannix y Star Trek. La pareja sufrió un amargo proceso de divorcio y, a través de lo que actualmente se conoce como síndrome de alienación parental, Wilfred Lucas sufrió el distanciamiento de su hijo.
Wilfred Lucas falleció en Los Ángeles, California, en 1940. Fue incinerado y sus cenizas descansan en el Cementerio Chapel of the Pines Crematory de Los Ángeles.